# Saint-Loup-sur-Aujon
Saint-Loup-sur-Aujon è un comune francese di 173 abitanti situato nel dipartimento dell'Alta Marna nella regione del Grand Est.

## Società

### Evoluzione demografica
Abitanti censiti